# Aphodius luridus
Aphodius luridus es una especie de coleóptero de la familia Scarabaeidae.

## Distribución geográfica
Habita en el holártico: Europa, mitad occidental de Asia, el Magreb y Canarias.